# Прогнатизм

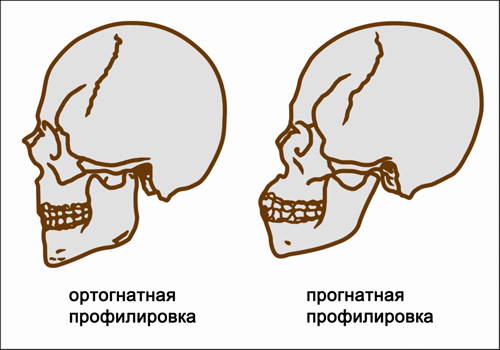
Варианты профилировки лица (по Е. Н. Хрисанфовой и И. В. Перевозчикову)

Прогнати́зм (др.-греч. πρό «<движение> вперёд» + γνάθος «челюсть») — антропологический термин, обозначающий один из типов профилировки лица человека. Противопоставлен ортогнатизму.
Прогнатизм предполагает выступающие вперёд челюсти, кроме того, нижняя челюсть лишена подбородочного выступа. Эти черты создают острый лицевой угол, который при прогнатизме составляет до 79,9°. Подобное строение лица встречается в разных расовых группах, однако оно более характерно для негроидной расы и южных монголоидов.

## Габсбургская челюсть
Частным случаем прогнатизма нижней челюсти является признак, называемый Габсбургской челюстью (по названию династии Габсбургов, в старшей испанской ветви которой данный признак получил наибольшую известность).
«Габсбургская челюсть» — признак, передаваемый по аутосомно-рецессивному типу наследования, который проявляется в фенотипе как совокупность слаборазвитой верхней челюсти при сильно-развитой нижней челюсти.
Интересной особенностью старшей испанской ветви Габсбургов является то, что вследствие множественных кровосмешений (в родословной Карла II суммарно произошло восемь кровосмешений), Габсбургская челюсть проявлялась у каждого представителя рода (Карла V; Филиппа II; Филиппа III; Филиппа IV; Карла II). Последнему представителю испанских Габсбургов, Карлу II, челюсть мешала говорить и глотать.
Для представителей Габсбургов была типична патология прикуса III класса. Исследовав изображения представителей династии, Gerald D. Hart пришёл к заключению, что такая физиологическая особенность прослеживается среди членов рода с 1440 по 1705 годы. По разным предположениям, наследование выраженной габсбургской челюсти могло произойти от Рудольфа I (1218—1291), Иоганны Пфиртской (1300—1351), жены Альбрехта II Австрийского (1298—1358), от Альбрехта II (1391—1439), Кимбурги Мазовецкой, матери Фридриха III.

Как у людей, так и у животных проявление подобного увеличения нижней челюсти может быть результатом инбридинга (близкородственных связей в родословной). У брахицефальных или плосколицых собак, таких как ши-тцу и боксёры, это может привести к таким проблемам, как прикус.

Представители рода Габсбургов
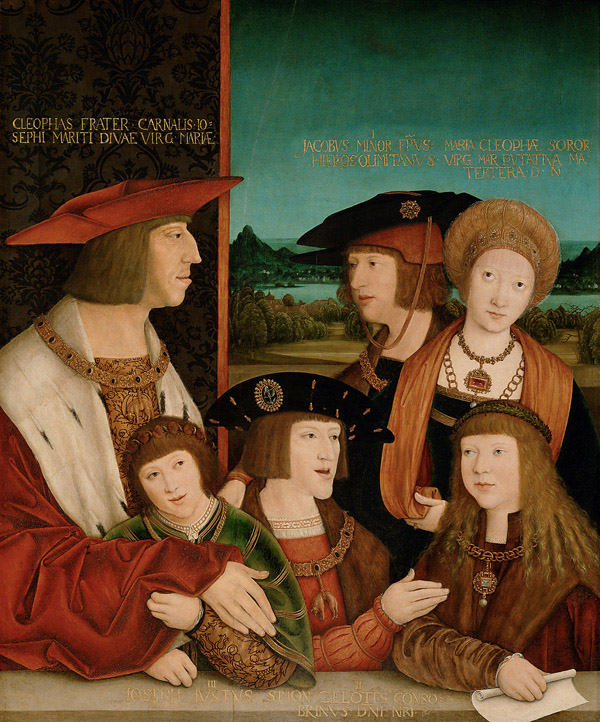
Максимилиан I с семьёй. Картина Бернхарда Штригеля (после 1515 года)
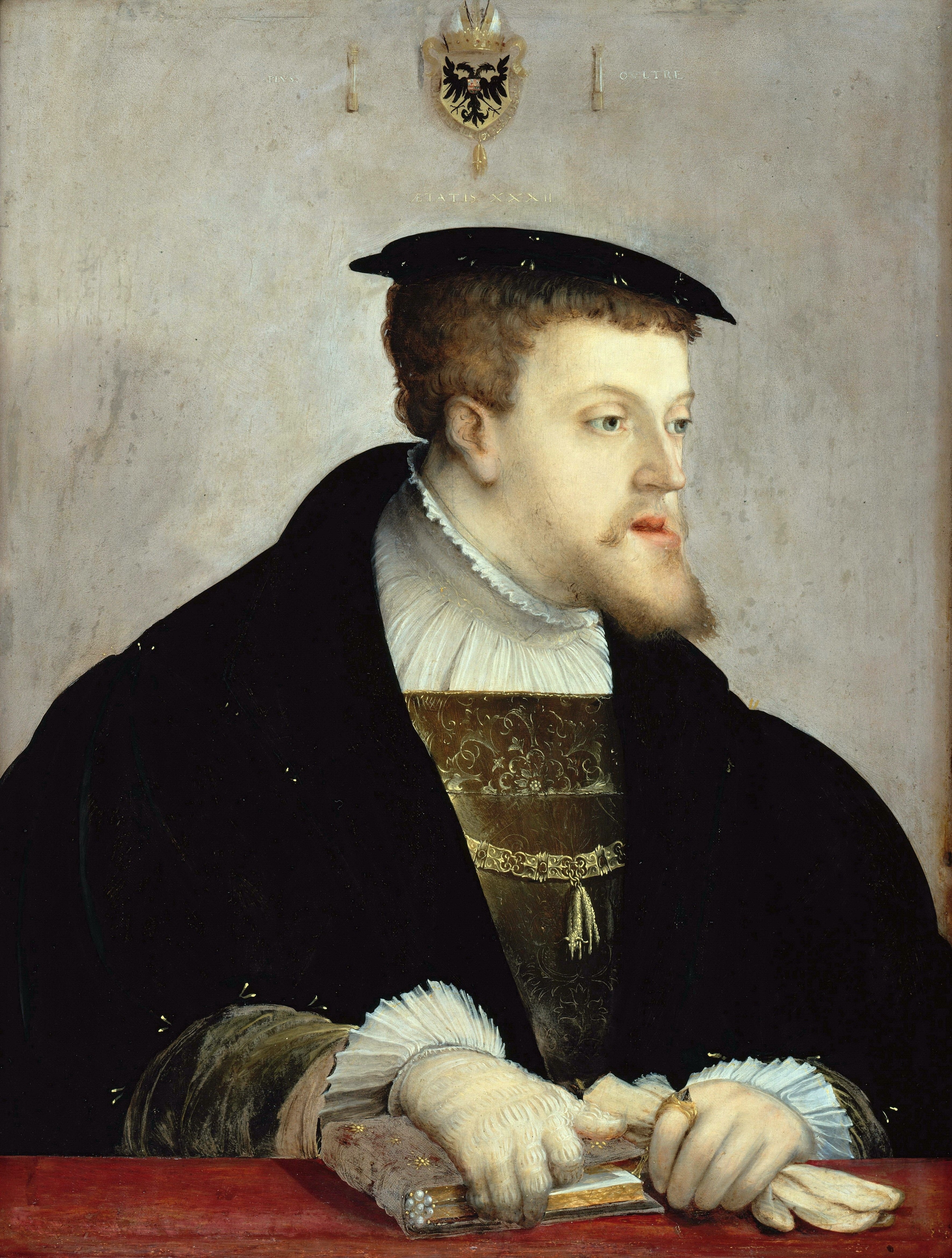
Карл V (1500-1558)
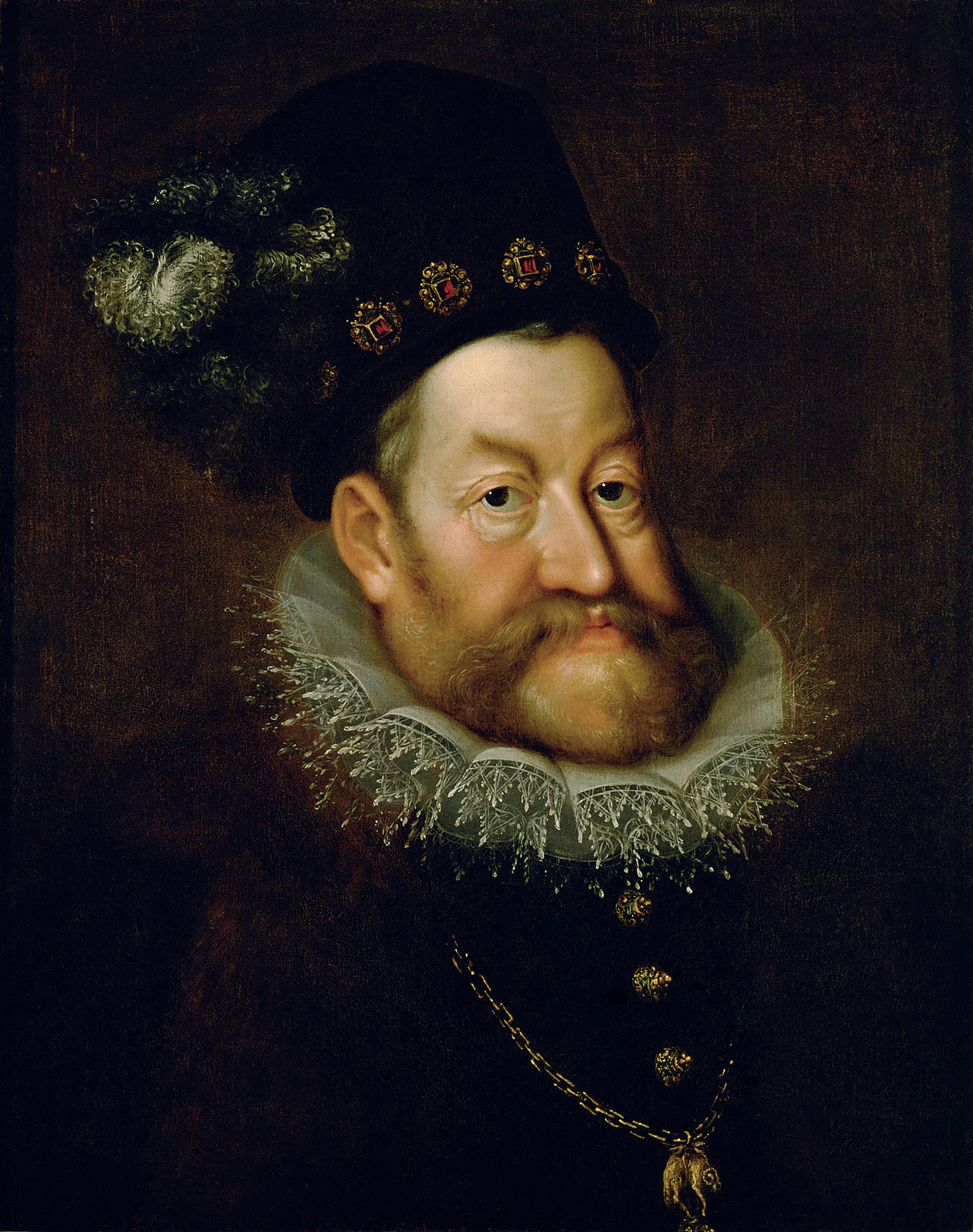
Король Германии Рудольф II (1552 — 1612)
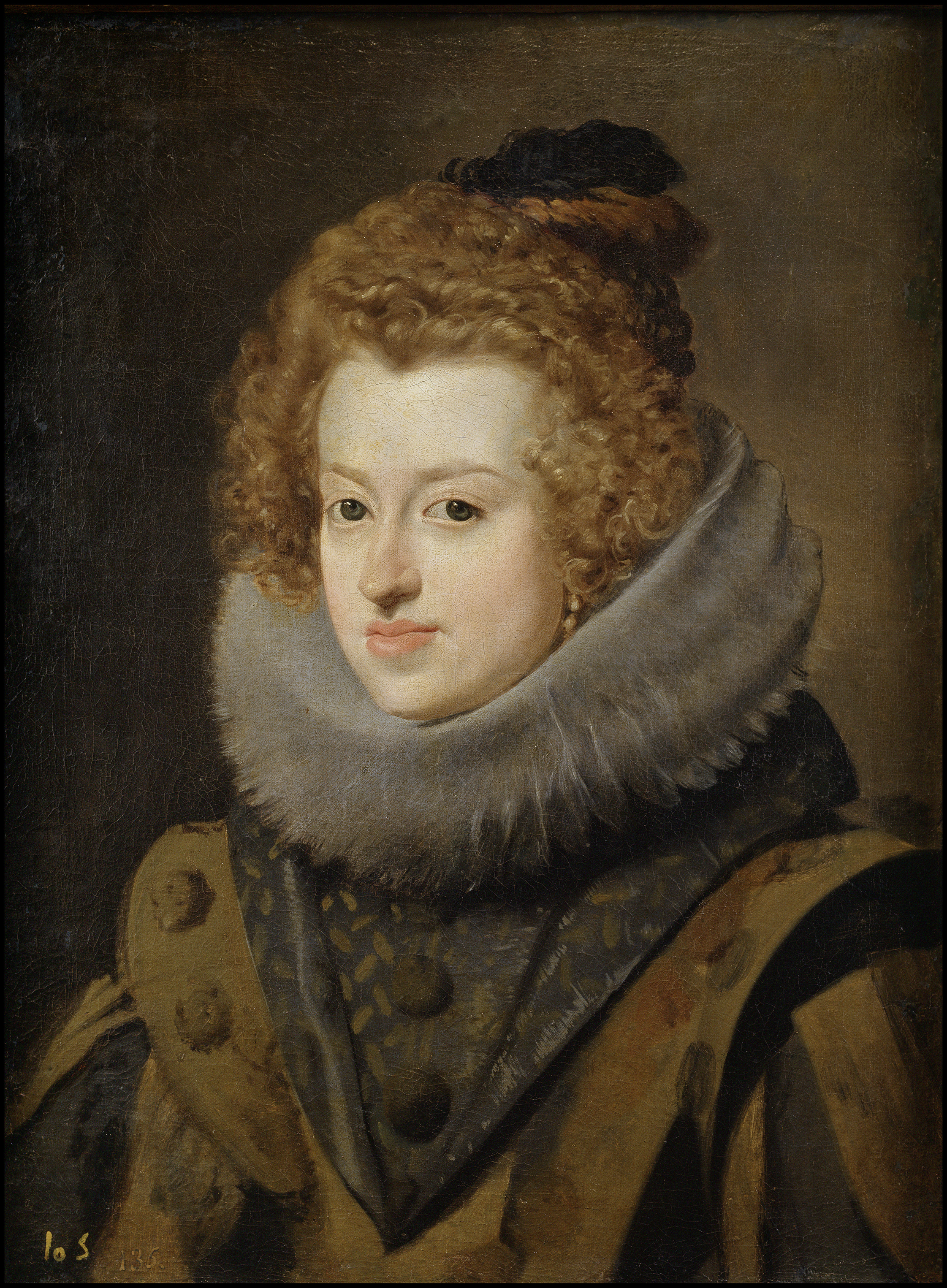
Мария Анна Испанская (1606 - 1646)
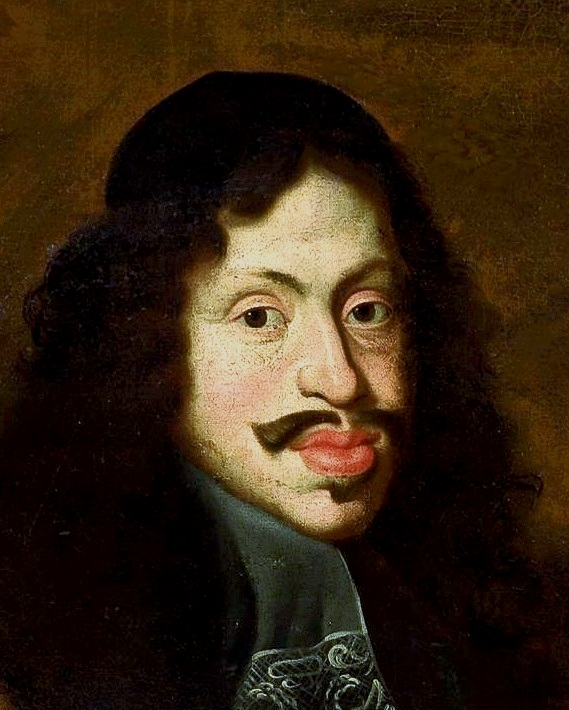
Император Священной Римской империи Леопольд I (1640-1705)
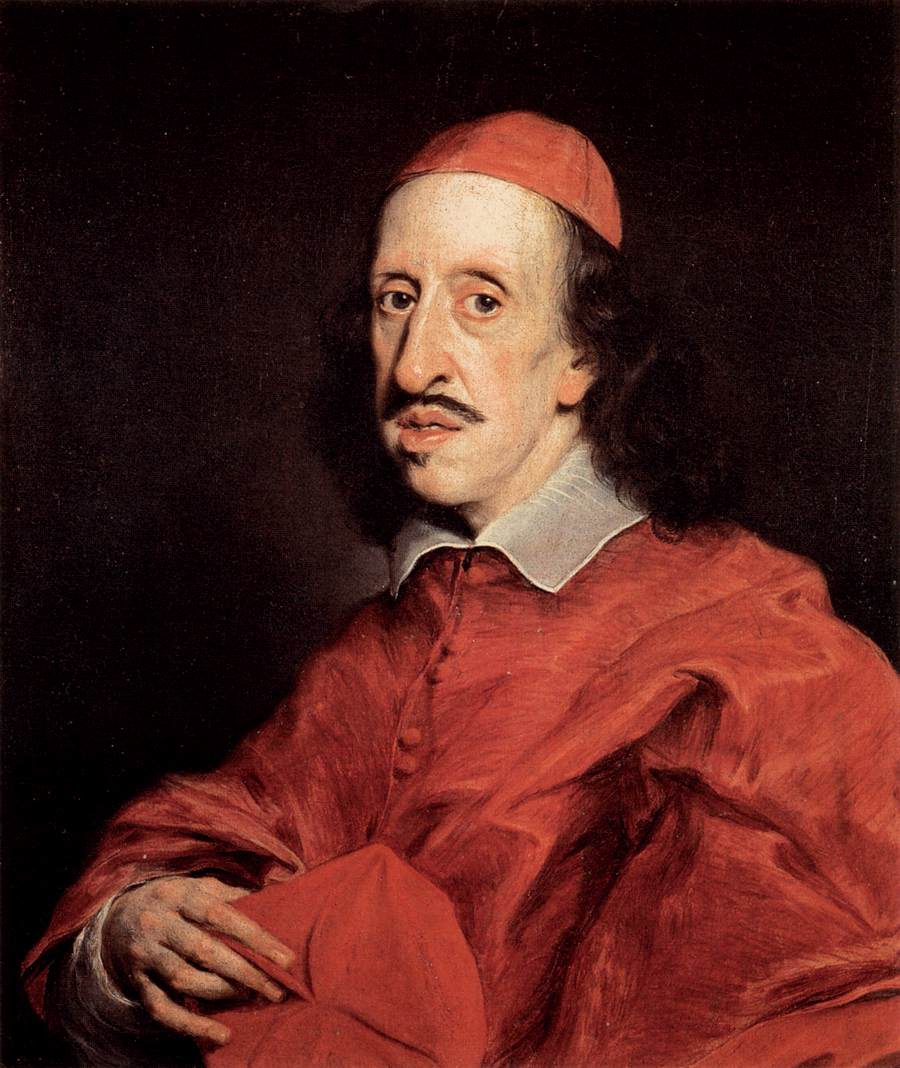
Кардинал Леопольдо Медичи (1617-1675)
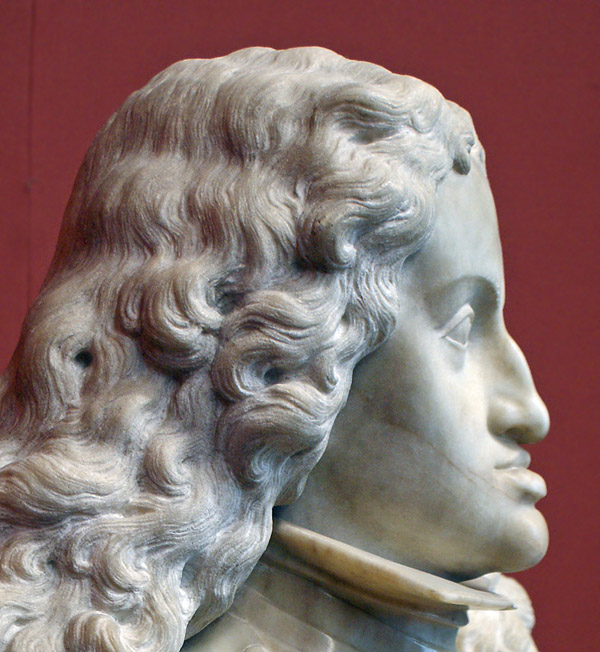
Карл II (1661-1700), последний испанский король из династии Габсбургов на троне Испании